# Schäflibrücke
Die Schäflibrücke, auch Dorfbrücke genannt, ist eine Strassenbrücke über die Seez im Ortskern von Mels im Schweizer Kanton St. Gallen.

## Konstruktion
Die Steinbogenbrücke mit einem sehr flachen Gewölbe wurde 1859 gebaut und 1990 renoviert. Die leicht gewölbte Brückenbahn ist asphaltiert mit beidseitigem Randabschluss aus rechteckigen Granitplatten. In eine der Granitplatten sind das Baujahr (1859) und das Jahr der Renovation (1990) eingemeisselt.

## Nutzung
Die Mädriserstrasse führt über die zweispurige Strassenbrücke. Die signalisierte Höchstgeschwindigkeit ist 50 km/h.
Der Melser Geoweg, die Wanderland Route 1 (Via Alpina) und die Mountainbikeland Route 473 (Chapfensee Bike) führen über die Brücke.
Das Metallgeländer ist mit Geranien geschmückt.